# سیارک ۷۱۸۷
سیارک ۷۱۸۷ (به انگلیسی: 7187 Isobe، نامگذاری:1992BW) هفت هزار و صد و هشتاد و هفتمین سیارک کشف شده‌است که در ۳۰ ژانویه ۱۹۹۲ کشف شد.